# Álvaro Morata
Álvaro Borja Morata Martín (Madrid, 23 ottobre 1992) è un calciatore spagnolo, attaccante del Como, in prestito dal Milan, e della nazionale spagnola, di cui è capitano, con cui è diventato campione d'Europa nel 2024 e ha vinto la UEFA Nations League 2022-2023.

## Biografia
Figlio di Susana Martin e Alfonso, il padre si occupa della carriera calcistica del figlio facendogli da procuratore. Ha una sorella maggiore, Marta. Il 17 giugno 2017 si è sposato a Venezia con la modella e blogger italiana Alice Campello. Il 29 luglio 2018 diventa papà di due gemelli, Leonardo e Alessandro. Il 29 settembre 2020 nasce Edoardo, il terzo figlio della coppia, mentre il 9 gennaio 2023 diventa padre di Bella.

## Caratteristiche tecniche
Attaccante talentuoso, molto dotato sul piano fisico e tecnico, è un buon realizzatore, il suo piede forte è il destro pur usando bene anche il sinistro, come accentratista usa un gioco sobrio, è un buon tiratore di testa ed è abile nel dribbling, ed è in possesso di un’ottima velocità. Soprannominato El Ariete («l'Ariete»), è stato paragonato per il suo stile di gioco al connazionale Fernando Morientes.

## Carriera

### Club

#### Gli inizi

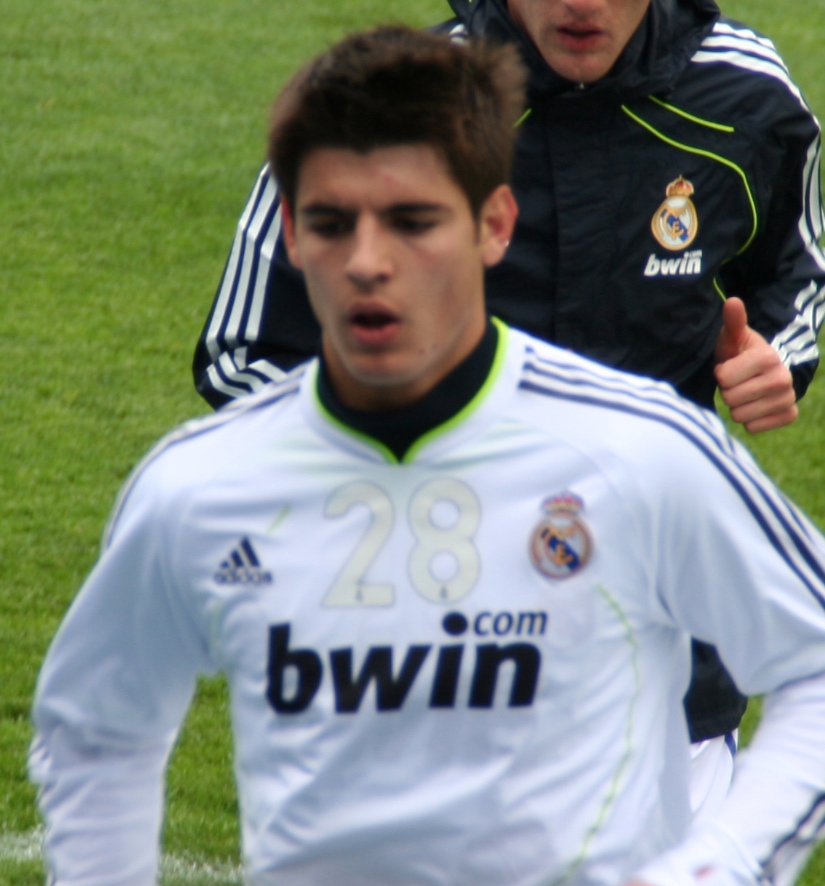
Morata in allenamento con le giovanili del nel 2010

Ha giocato per due anni nelle giovanili dell'Atlético Madrid e un anno nelle giovanili del Getafe prima di firmare nel 2008 per il Real Madrid. Nel mese di luglio del 2010, dopo un'ottima stagione con il Real Madrid C, condita dalla vittoria di due titoli giovanili e dall'aver segnato 34 reti, viene promosso nel Real M. Castilla, cioè la seconda squadra madrilena, e sempre nello stesso mese ha partecipato alla preparazione estiva negli Stati Uniti con la prima squadra allenata da José Mourinho.
Esordisce con il Castilla il 29 agosto 2010, nella vittoria per 3-2 contro il Coruxo e la sua prima rete ufficiale arriva il 31 ottobre 2011 nel pareggio per 1-1 contro l'Alcalá.
Il 13 febbraio 2012 sigla la prima tripletta della sua carriera, nella partita vinta per 7-1 contro il Deportivo B. Il 13 marzo 2012 va a segno anche nel derbi madrileño contro l'Atlético Madrid B, partita vinta 4-3. Chiude la sua prima stagione in Segunda División B con 28 presenze e 15 gol. L'anno successivo il Castilla vince il campionato e ottiene la promozione in Segunda División, alla quale Morata contribuisce con 18 gol in 37 partite.
Nella sua ultima stagione al Castilla non disputa molte partite, poiché José Mourinho lo convoca spesso in prima squadra; infatti scende in campo in solo 18 occasioni nelle quali mette a segno 12 gol.

#### Real Madrid
Esordisce con la prima squadra il 12 dicembre 2010, sostituendo, all'88', Ángel Di María nella partita di campionato vinta per 3-1 contro il Real Saragozza. In questa stagione esordisce anche in Coppa del Re, nell'andata degli ottavi contro il Levante, partita vinta agevolmente per 8-0. Ottiene solo due presenze con la maglia della prima squadra, ma vince il suo primo titolo importante da professionista, cioè la Coppa del Re, in cui il Real batte in finale per 1-0 il Barcellona nel clásico. Nella seconda stagione con la camiseta blanca, scende in campo solo negli ultimi 10 minuti della partita di campionato vinta 5-0 contro l'Espanyol. A fine stagione vince la sua prima Liga con la maglia dei galacticos.
Apre la sua terza stagione con la vittoria della Supercoppa di Spagna ai danni del Barcellona. In questa stagione, arriva la sua prima rete con i blancos, nella vittoria per 2-1 in campionato sul Levante; è proprio lui che mette a segno il gol decisivo per la vittoria finale. Il 4 dicembre 2012 arriva anche l'esordio in Champions League, subentrando, nella partita della fase a gironi contro l'Ajax, a Karim Benzema. In questa stagione disputa 15 partite, nelle quali mette a segno 2 gol.
Dopo le ottime prestazioni mostrate all'europeo under-21 viene promosso in prima squadra. Il 18 marzo 2014 sigla la sua prima rete in Champions League, in occasione della partita di ritorno contro i tedeschi dello Schalke 04, vinta per 3-1. Il 16 aprile 2014, pur non scendendo in campo, conquista la sua seconda Coppa del Re ai danni del Barcellona, con il risultato di 2-1. Il 24 maggio 2014 vince la sua prima Champions League, che risulta essere la cosiddetta Décima per il club madrileno, grazie alla vittoria per 4-1, ai tempi supplementari, sui rivali dell'Atlético Madrid.
Morata chiude la sua avventura al Real Madrid nel 2014, totalizzando 52 presenze nelle quali ha siglato 11 reti e portando con sé il record della miglior media gol del campionato 2013-2014, superando Lionel Messi e Cristiano Ronaldo.

#### Juventus
Il 19 luglio 2014 passa per la cifra di 20 milioni di euro alla Juventus. L'accordo prevede un diritto di riacquisto da parte del Real Madrid, esercitabile o al termine della stagione 2015-2016 o al termine della stagione 2016-17, per un importo massimo di € 30 milioni.
Due giorni dopo la sua presentazione, in uno scontro con il portiere Rubinho in allenamento, Morata rimedia una distorsione di secondo grado al ginocchio che lo costringerà a stare fuori dal campo per circa 50 giorni.
Morata fa il suo esordio in Serie A il 13 settembre 2014 in occasione del successo per 2-0 contro l'Udinese. Il 27 settembre successivo arriva anche la sua prima rete con la maglia della Juventus, in occasione della vittoria per 3-0 in casa dell'Atalanta. Il 22 dicembre 2014 perde la Supercoppa italiana, ai tiri di rigore, contro il Napoli.

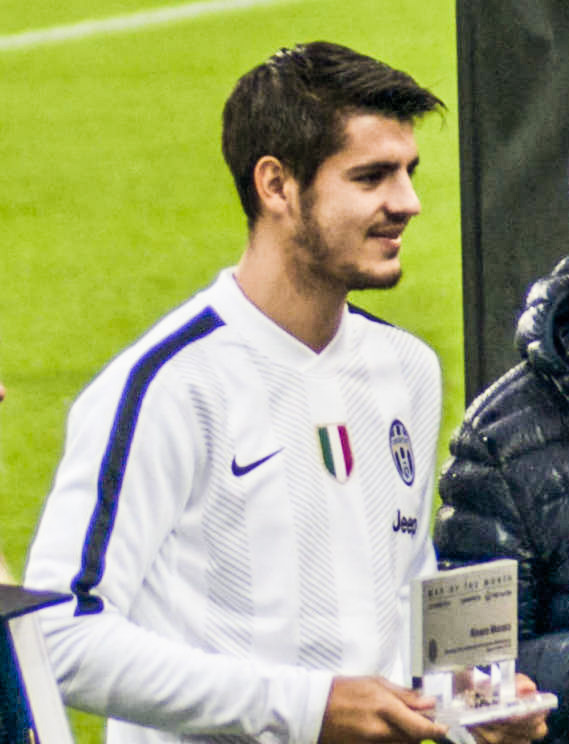
Morata nel 2014, alla sua prima esperienza con la.

Il 2 maggio 2015, grazie alla vittoria per 0-1 sulla Sampdoria, vince il suo primo campionato italiano con 5 giornate d'anticipo. Il 5 maggio, durante l'andata delle semifinali di Champions League, realizza il gol del momentaneo 1-0 contro la sua ex-squadra, il Real Madrid, contribuendo al successo dei bianconeri per 2-1. Il 13 maggio successivo, nel ritorno della semifinale di Champions League contro il Real Madrid, realizza al Santiago Bernabéu il gol del definitivo 1-1 che vale l'accesso alla finale per i bianconeri. Il 20 maggio 2015, pur essendo squalificato, vince la finale di Coppa Italia dove la Juventus si impone per 2-1 sulla Lazio. Il 6 giugno successivo, seppur siglando la rete del momentaneo 1-1, perde la finale di Champions League contro il Barcellona per 1-3 e vede sfumarsi la vittoria del Triplete. Alla conclusione della Champions, viene inserito nella squadra ideale dell'anno dell'edizione 2014-2015. Conclude la prima stagione in Italia con un bottino di due trofei nazionali vinti e un totale di 46 presenze e 15 reti.
La sua seconda stagione con la Juventus si apre l'8 agosto 2015 con la vittoria della Supercoppa italiana ai danni della Lazio; tuttavia, Morata non scende in campo a causa di un infortunio. Il 30 settembre realizza il primo gol della sfida contro il Siviglia, conclusasi poi sul 2-0; tale rete risulta essere la sua quinta marcatura consecutiva in Champions League, con cui eguaglia la performance di Alessandro Del Piero nella stagione 1995-1996, record per un giocatore della Juventus.
Già protagonista della semifinale di andata della Coppa Italia, in cui realizza due reti nel 3-0 contro l'Inter, il 21 maggio 2016 Morata segna l'unica rete dell'incontro nella finale contro il Milan, aggiudicandosi la coppa nazionale. Inoltre, vince il suo secondo scudetto in due anni. Con una rimonta incredibile la Vecchia Signora vince il campionato con tre giornate d'anticipo, grazie al successo esterno contro la Fiorentina (2-1), in cui Morata segna il gol decisivo. Nella sua seconda stagione con la maglia bianconera, pur avendo perso il posto da titolare in favore di Paulo Dybala nel finale, vince 3 trofei, giocando 47 partite e siglando 12 reti.

#### Ritorno al Real Madrid
Il 21 giugno 2016 il Real Madrid comunica, tramite il proprio sito ufficiale, di aver riacquistato il giocatore tramite la clausola inserita 2 anni prima. Il 9 agosto successivo torna a vestire la maglia dei blancos in occasione della partita valida per l'assegnazione della Supercoppa UEFA, vinta per 3-2 ai tempi supplementari contro i rivali del Siviglia. Il 18 dicembre 2016 vince la sua prima Coppa del mondo per club FIFA, sconfiggendo in finale i giapponesi del Kashima Antlers per 4-2. Il 21 maggio 2017 conquista il suo secondo campionato spagnolo, poiché la sua squadra, all'ultima giornata di campionato, riesce a vincere il titolo distaccando il Barcellona di tre punti. Pochi giorni dopo si aggiudica anche la Champions League, scendendo in campo negli ultimi minuti della sfida decisiva che vede la squadra madrilena prevalere per 4-1 sulla Juventus a Cardiff. Conclude la sua prima stagione dopo il ritorno a Madrid con un bottino di 43 presenze e 20 reti messe a segno che hanno contribuito a vincere campionato e Champions League.

#### Chelsea

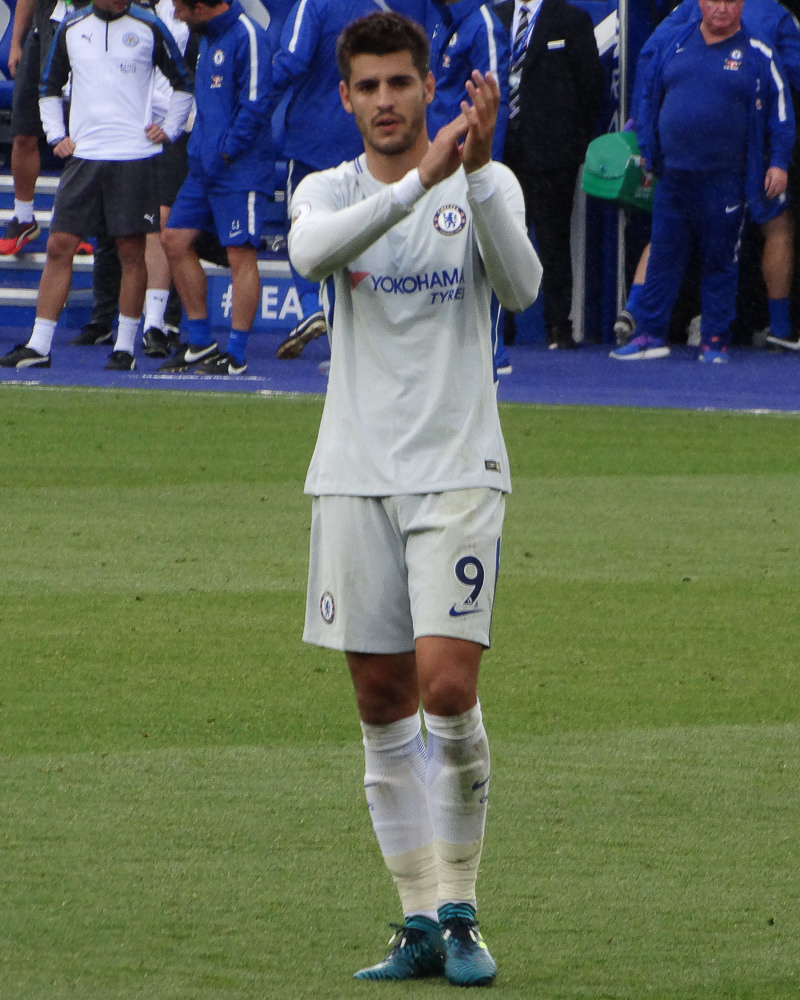
Morata al nel 2017

Il 21 luglio 2017, dopo una sola stagione dal suo ritorno al Real Madrid, si trasferisce al Chelsea, che lo acquista per 58 milioni di sterline (pari a circa 64 milioni di euro). L'esordio arriva il 6 agosto successivo in occasione della finale del FA Community Shield 2017 contro l'Arsenal subentrando, al 74º minuto, al posto del compagno di squadra Michy Batshuayi; la partita verrà persa ai tiri di rigore dove proprio lo spagnolo è protagonista in negativo andando a sbagliare il proprio tentativo. Sei giorni più tardi arriva il primo gol in terra inglese in occasione della prima di campionato persa per 2-3 contro il Burnley. Il 23 settembre sigla la sua prima tripletta con la maglia dei blues in occasione della trasferta vinta per 4-0 contro lo Stoke City. Quattro giorni più tardi sigla anche la sua prima marcatura in Champions League con la maglia del Chelsea in occasione della trasferta vinta per 2-1 contro gli spagnoli dell'Atlético Madrid. Il 19 maggio 2018 vince il suo primo titolo con la maglia del Chelsea, che si impone per 1-0 nella finale di FA Cup contro il Manchester Utd, concludendo la stagione con un bottino di 48 presenze e 15 reti.
Il 5 agosto 2018 perde la sua seconda finale consecutiva di FA Community Shield; il Chelsea viene battuto per 0-2 dal Manchester City. In 6 mesi di stagione però, Morata si rivela deludente e non trova molto spazio. Conclude la prima parte di stagione con 25 presenze e soli 7 gol.

#### Atlético Madrid

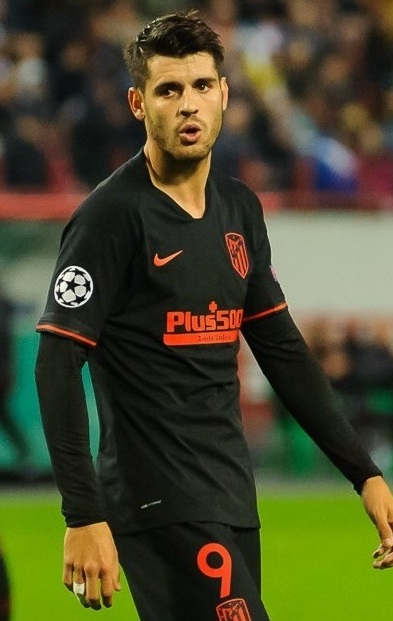
Morata all' nel 2019

Trovando poco spazio nella prima parte del campionato, il 28 gennaio 2019 passa in prestito oneroso, per 18 milioni, all'Atlético Madrid, dove aveva già fatto due anni nelle giovanili, fino al termine della stagione 2019-2020. Esordisce coi rojiblancos in occasione del match di campionato contro il Betis del 3 febbraio 2019, perso per 1-0. La rete più importante in questo periodo di permanenza nella squadra del cholo Diego Simeone la sigla al minuto 120' ai tempi supplementari degli ottavi di finale di UEFA Champions League 2019-2020, che chiude definitivamente i conti in casa del Liverpool campione in carica.
Il 6 luglio l'Atlético Madrid comunica il riscatto del giocatore a partire dall'inizio della stagione 2020-2021 per ulteriori 35 milioni.

#### Ritorno alla Juventus
Il 22 settembre 2020, dopo quattro anni, fa ritorno alla Juventus in prestito oneroso per 10 milioni di euro. Cinque giorni dopo fa il suo secondo debutto con i colori bianconeri, nella gara finita in parità contro la Roma (2-2). Il 17 ottobre ritorna anche al gol, realizzando la marcatura del pareggio per 1-1 in casa del Crotone; si ripete tre giorni dopo, firmando la prima doppietta in carriera in Champions League sul terreno della Dinamo Kiev. Il successivo 4 novembre bagna con un'altra doppietta, nella vittoria per 4-1 sul campo del Ferencváros, ancora in Champions, il traguardo delle 100 presenze in maglia juventina. Il 24 novembre, nella gara di ritorno contro gli ungheresi, realizza l'ennesima rete per i colori bianconeri in Champions, eguagliando il suo record di gol in una stagione in tale competizione (5). Il 2 dicembre va di nuovo in rete nella gara di ritorno contro la Dinamo Kiev all'Allianz Stadium (finita 3-0 per i padroni di casa), eguagliando così il record di gol segnati da un bianconero nelle fasi a gironi della Champions League (6), precedentemente fissato da David Trezeguet nella stagione 2001-2002.

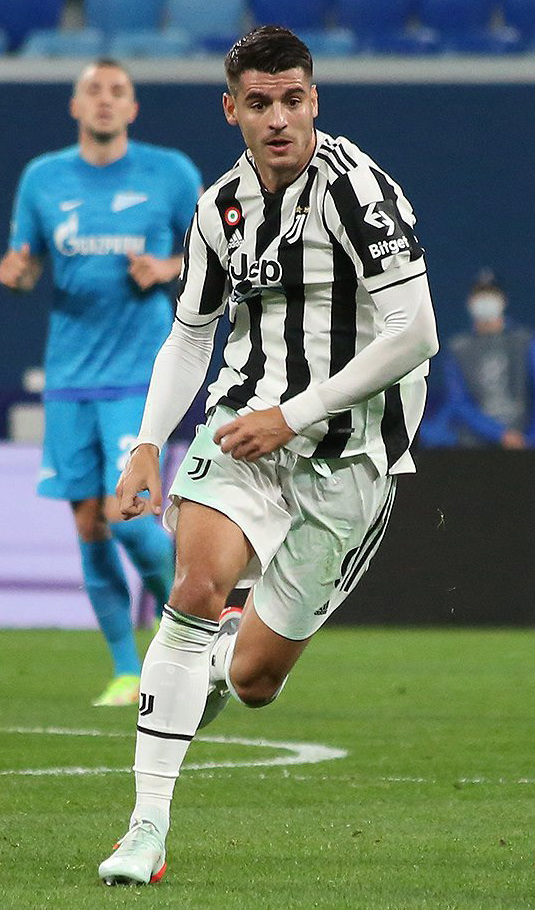
Morata in azione nel 2021, alla sua seconda esperienza con la

Termina la stagione vincendo la Supercoppa contro il Napoli 2-0 (segnando il secondo gol dei suoi) e la Coppa Italia per 2-1 contro l'Atalanta, mettendo a referto 20 reti tra campionato e coppe. In Serie A ha realizzato due doppiette: una alla Lazio il 6 marzo (3-1), l'altra il 23 maggio all'ultima giornata in casa del Bologna, con cui ha consentito ai bianconeri di raggiungere il quarto posto e di andare in Champions League, grazie al pareggio della rivale Napoli contro il Verona.
Il 15 giugno 2021 il prestito viene esteso per un'altra stagione. Con la Juventus ormai alla fine di un ciclo, Morata termina l'annata 2021-2022 senza sollevare trofei: al termine della stessa, sveste la maglia bianconera per la seconda volta in carriera.

#### Ritorno all'Atlético Madrid
Nella sessione estiva di calciomercato del 2022, non avendo la Juventus esercitato il diritto di riscatto, Morata fa ritorno all'Atlético Madrid, con cui realizza 15 reti in 45 presenze stagionali nel 2022-2023 e 21 reti in 48 presenze stagionali nel 2023-2024, tagliando peraltro il traguardo delle cento presenze con la casacca della squadra madrilena nell'aprile 2023.

#### Milan

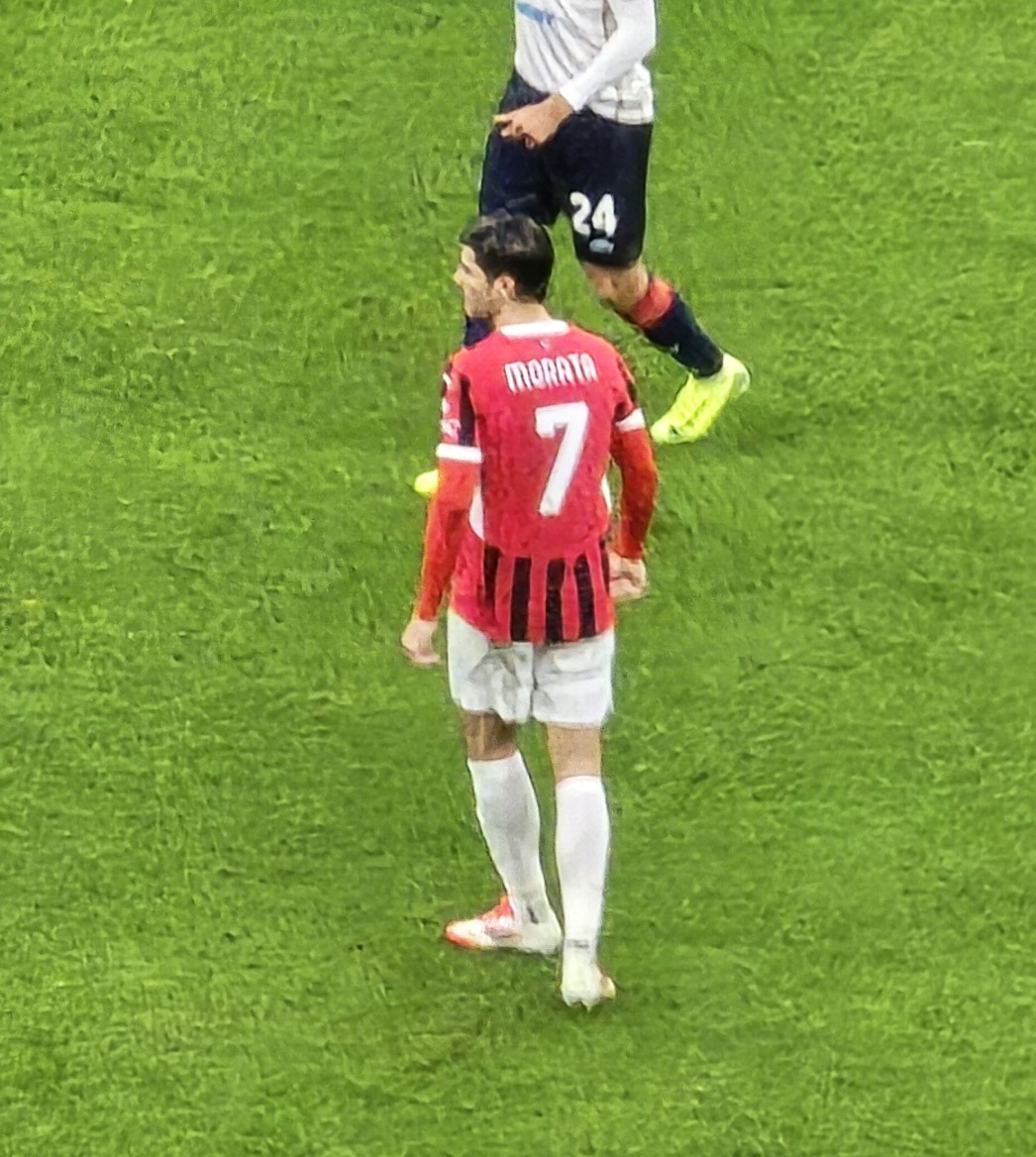
Morata al nel 2025

Il 19 luglio 2024 torna in Italia, venendo ingaggiato dal Milan per circa 15 milioni di euro. Il successivo 17 agosto esordisce in maglia rossonera, nella prima partita di campionato, nel pareggio interno per 2-2 in rimonta contro il Torino, subentrando nel secondo tempo e mettendo a segno il primo gol, del momentaneo 1-2, della compagine milanese. Il 5 novembre segna il primo gol con i rossoneri in Champions League, trovando la rete nel successo per 3-1 in casa del Real Madrid. Con il Milan, il 6 gennaio 2025, gioca da titolare la finale di Supercoppa italiana a Riad, vinta per 3-2 contro l’Inter; si tratta del primo trofeo in maglia rossonera, ma, nonostante ciò, non offre le giuste garanzie in termini realizzativi (6 gol in 25 presenze in tutte le competizioni), sicché, complice anche un rapporto non idilliaco con il nuovo tecnico Sérgio Conceição, l'esperienza con il Milan si conclude già dopo sei mesi.

#### Prestiti al Galatasaray e al Como
Il 2 febbraio 2025 lo spagnolo viene ceduto al Galatasaray in prestito oneroso con diritto di riscatto fissato a 10 milioni di euro. Esordisce con il club di Istanbul il 3 febbraio, nella vittoria per 1-0 in campionato in casa del Gaziantep, mentre il 6 febbraio realizza il suo primo gol con la squadra, nella vittoria per 4-1 sul campo del Boluspor in Coppa di Turchia. Conclude i sei mesi con il club turco totalizzando 16 presenze, di cui una in Europa League, condite da 7 gol. Inoltre, vince sia la Süper Lig, con due giornate d'anticipo, sia la coppa nazionale, a seguito del successo per 3-0 nell'ultimo atto contro il Trabzonspor.
L'11 agosto 2025 il Galatasaray comunica l'interruzione anticipata del prestito a fronte di un corrispettivo di 5 milioni di euro da parte del Milan, ed il giorno successivo torna nuovamente in Serie A, trasferendosi al Como in prestito con obbligo di riscatto al verificarsi di determinate condizioni.Il 16 agosto fa il suo esordio con i lariani nel match di Coppa Italia contro il Südtirol, entrando al 66' al posto di Tasos Douvikas. 

### Nazionale

#### Nazionali giovanili
Fa parte della spedizione della Spagna che ha partecipato al mondiale Under-17 del 2009. Nella terza e ultima partita della fase a gironi, vinta 4-1 contro il Malawi, mette a segno una doppietta. La Spagna viene sconfitta dalla Nigeria in semifinale. Il 15 novembre vince la medaglia di bronzo della competizione battendo la Colombia per 1-0.
Convocato per l'europeo Under-19 del 2011 dal tecnico Ginés Meléndez, è decisivo per la vittoria del torneo, ottenuta il 1º agosto battendo la Rep. Ceca 3-2. Morata si aggiudica infatti la scarpa d'oro della competizione grazie ai 6 gol segnati.

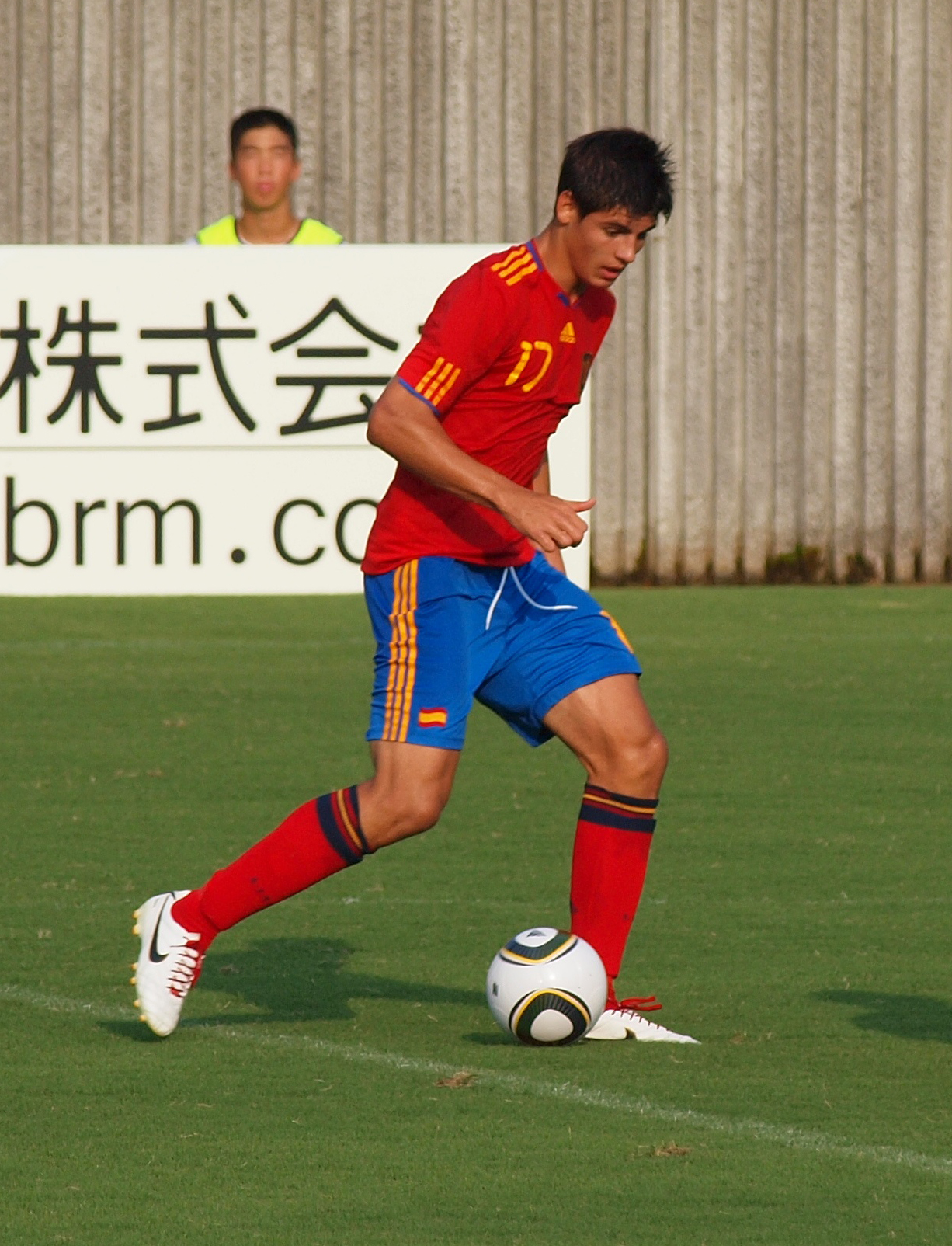
Morata in azione per la nel 2010

Viene inserito nella lista dei 23 convocati da Julen Lopetegui per partecipare al europeo Under-21 del 2013 in Israele. Nel corso del torneo mette a segno quattro gol consecutivi nelle prime quattro partite, portando la Spagna in finale. Il 18 giugno vince la competizione battendo l'Italia 4-2, diventando anche il capocannoniere della competizione con 4 gol in 5 partite giocate.

#### Nazionale maggiore
Viene convocato per la prima volta in nazionale maggiore, dal commissario tecnico Vicente del Bosque, in occasione del match di qualificazione al campionato d'Europa 2016 contro la Bielorussia e per l'amichevole contro la Germania. Fa il suo esordio proprio contro la Bielorussia, partita che viene vinta per 3-0; Morata fa il suo ingresso in campo all'80' di gioco, prendendo il posto del compagno di squadra Isco. Il 27 marzo 2015 realizza il suo primo gol con la nazionale maggiore, siglando il decisivo 1-0 all'Ucraina nelle qualificazioni a Euro 2016.
Il 31 maggio 2016 viene convocato per la fase finale di Euro 2016 in Francia. L'esordio in tale competizione arriva il 13 giugno successivo in occasione della 1ª partita della fase a gironi vinta, per 1-0, contro la Rep. Ceca. Quattro giorni più tardi nella seconda sfida contro la Turchia mette a segno una doppietta che, sommata alla rete del compagno di squadra Nolito, permette ai suoi di imporsi per 3-0. Il 27 giugno seguente la Spagna viene eliminata agli ottavi dall'Italia, che si impone per 2-0, interrompendo così la competizione per la nazionale spagnola e l'attaccante.
Nelle qualificazioni UEFA al campionato del mondo 2018 realizza 5 reti (due doppiette contro il Liechtenstein e un gol nello scontro diretto per il primo posto contro l'Italia), ma non viene poi convocato per la spedizione giocata in Russia.

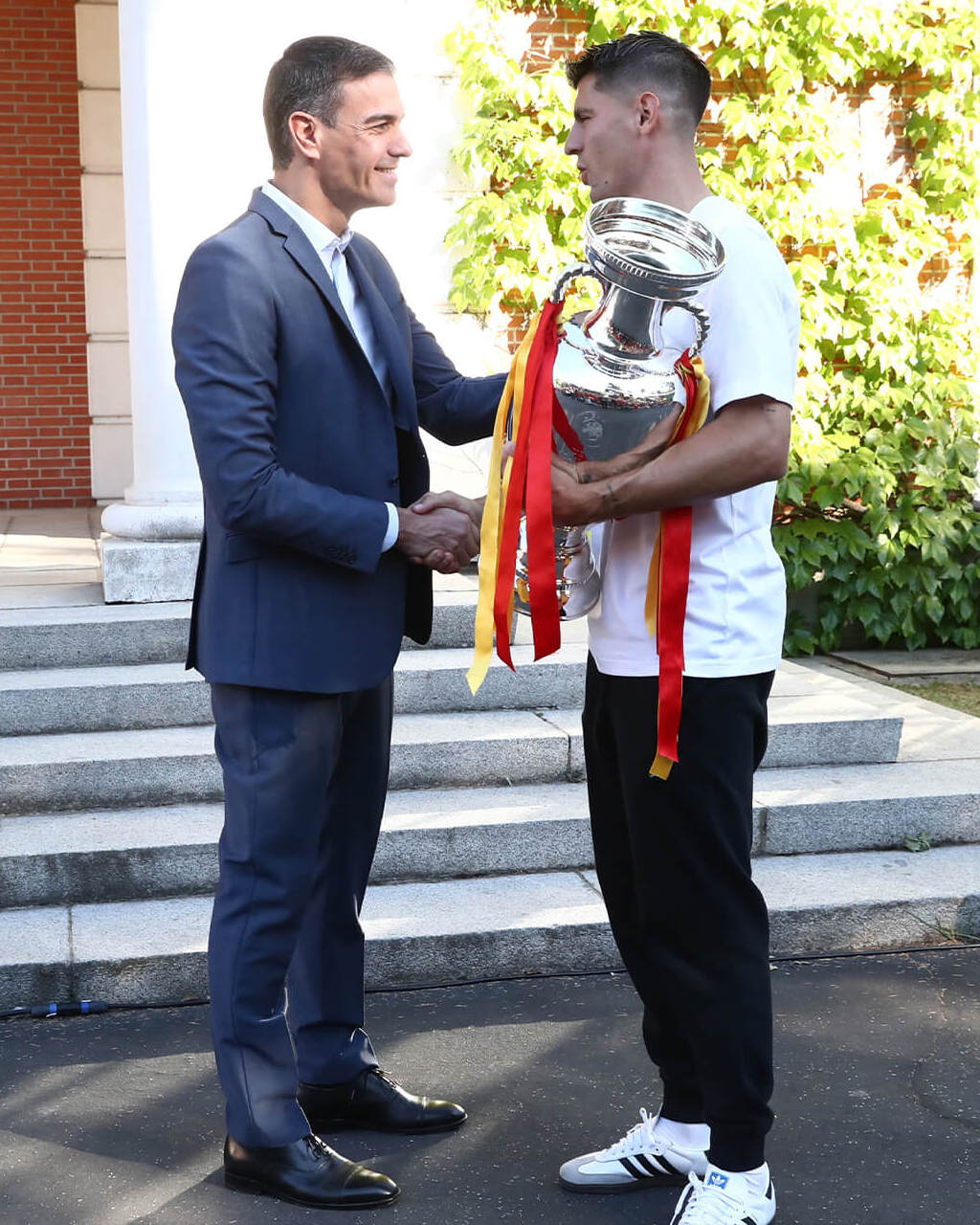
Morata (a destra), capitano della nazionale, s'intrattiene col primo ministro spagnolo Pedro Sánchez all'indomani della vittoria delle Furie Rosse al

Convocato per il campionato d'Europa 2020, il 19 giugno 2021 va a segno nella sfida pareggiata ai gironi 1-1 contro la Polonia. Quattro giorni dopo sbaglia un calcio di rigore nel successo per 5-0 contro la Slovacchia. Vittima di molte critiche nel corso della manifestazione, viene comunque difeso dal selezionatore Luis Enrique che continua a impiegarlo, venendo ripagato con due reti dal centravanti: agli ottavi va a segno nel successo per 5-3 contro la Croazia ai supplementari, mentre in semifinale fissa sull'1-1 il punteggio contro l'Italia; la partita si protrae fino ai tiri di rigore, in cui Morata sbaglia il proprio tentativo, errore che, insieme a quello precedente di Dani Olmo, condanna gli iberici all'eliminazione.
Nell'autunno seguente non è tra i convocati per la decisiva final four della UEFA Nations League 2020-2021, chiusa dalla Spagna al secondo posto, tornando tuttavia agli ordini di Luis Enrique per le gare conclusive delle qualificazioni UEFA al campionato del mondo 2022. Il 26 marzo 2022, in occasione dell'amichevole di Cornellà de Llobregat contro l'Albania, scende in campo per la prima volta da capitano delle Furie Rosse.
Convocato per il campionato del mondo 2022, suo primo in carriera, segna subito all'esordio, chiudendo la goleada alla Costa Rica firmando la rete del definitivo 7-0. Va a segno pure nella sfida successiva, pareggiata 1-1 contro la Germania, raggiungendo Fernando Hierro al quinto posto nella classifica marcatori della selezione iberica a quota 29 gol, per poi superarlo tre giorni dopo realizzando il gol del provvisorio vantaggio degli iberici nella gara persa 2-1 contro il Giappone; al contempo diviene il secondo giocatore della selezione iberica a segnare 3 gol nelle prime 3 gare di un Mondiale dopo Telmo Zarra nel 1950.
Nel giugno del 2023 partecipa alla vittoriosa final four della UEFA Nations League 2022-2023, che vede gli iberici dapprima sconfiggere l'Italia in semifinale e poi vincere ai tiri di rigore la finale contro la Croazia. Al termine della competizione, in seguito al ritiro dalla nazionale di Jordi Alba, Morata gli succede quale capitano delle Furie Rosse. L'8 settembre 2023 realizza la sua prima tripletta nella nazionale maggiore contro la Georgia (7-1).
Nel giugno del 2024 partecipa, in veste di capitano, alla fase finale del campionato d'Europa 2024 tenutosi in Germania, andando in gol nella partita d'esordio, nella quale apre le marcature nel 3-0 della nazionale iberica sulla Croazia; questa rete gli ha consentito di portarsi al quarto posto (a quota 36) nella classifica marcatori della selezione spagnola superando David Silva. Il 14 luglio, si laurea campione d'Europa, dopo aver sconfitto l'Inghilterra in finale.
Conquista l'argento nell'edizione 2024-2025 della Nations League, segnando una rete nella vittoria per 3-0 contro la Serbia; nella finale contro il Portogallo conclusasi 2-2 al termine dei supplementari, è suo l'unico errore nella sequenza dei rigori che si rivela decisivo per la sconfitta della sua nazionale.

## Controversie
Nel luglio del 2024, durante i festeggiamenti per la vittoria degli Europei con la Spagna, a Madrid, Morata e Rodri hanno intonato il coro "Gibilterra è spagnola!", in riferimento allo status di Gibilterra, territorio d'oltremare appartenente al Regno Unito, ma rivendicato dalla Spagna; il fatto è stato duramente criticato sia dal Governo, sia dalla federazione calcistica di Gibilterra, oltreché dal Primo ministro dell'enclave, Fabian Picardo. Il 19 luglio, la UEFA ha annunciato l'apertura di un'indagine nei confronti dei due calciatori coinvolti, che il 7 agosto seguente sono stati squalificati per un incontro della sola finestra internazionale, per aver "violato le regole fondamentali di condotta dignitosa, utilizzato eventi sportivi per manifestazioni di carattere non sportivo e gettato discredito sullo sport del calcio, e in particolare sulla UEFA".

## Statistiche

### Presenze e reti nei club
Statistiche aggiornate al 18 agosto 2025.
| Stagione                | Squadra                 | Campionato              | Campionato | Campionato | Coppe nazionali | Coppe nazionali | Coppe nazionali | Coppe continentali | Coppe continentali | Coppe continentali | Altre coppe | Altre coppe | Altre coppe | Totale | Totale |
| Stagione                | Squadra                 | Comp                    | Pres       | Reti       | Comp            | Pres            | Reti            | Comp               | Pres               | Reti               | Comp        | Pres        | Reti        | Pres   | Reti   |
| ----------------------- | ----------------------- | ----------------------- | ---------- | ---------- | --------------- | --------------- | --------------- | ------------------ | ------------------ | ------------------ | ----------- | ----------- | ----------- | ------ | ------ |
| 2010-2011               | Real M. Castilla        | SDB                     | 26+2       | 14+1       | -               | -               | -               | -                  | -                  | -                  | -           | -           | -           | 28     | 15     |
| 2011-2012               | Real M. Castilla        | SDB                     | 33+4       | 15+3       | -               | -               | -               | -                  | -                  | -                  | -           | -           | -           | 37     | 18     |
| 2012-2013               | Real M. Castilla        | SD                      | 18         | 12         | -               | -               | -               | -                  | -                  | -                  | -           | -           | -           | 18     | 12     |
| Totale Real M. Castilla | Totale Real M. Castilla | Totale Real M. Castilla | 83         | 45         |                 | -               | -               |                    | -                  | -                  |             | -           | -           | 83     | 45     |
| 2010-2011               | Real Madrid             | PD                      | 1          | 0          | CR              | 1               | 0               | UCL                | 0                  | 0                  | -           | -           | -           | 2      | 0      |
| 2011-2012               | Real Madrid             | PD                      | 1          | 0          | CR              | 0               | 0               | UCL                | 0                  | 0                  | SS          | 0           | 0           | 1      | 0      |
| 2012-2013               | Real Madrid             | PD                      | 12         | 2          | CR              | 2               | 0               | UCL                | 1                  | 0                  | SS          | 0           | 0           | 15     | 2      |
| 2013-2014               | Real Madrid             | PD                      | 23         | 8          | CR              | 6               | 0               | UCL                | 5                  | 1                  | -           | -           | -           | 34     | 9      |
| 2014-2015               | Juventus                | A                       | 29         | 8          | CI              | 4               | 2               | UCL                | 12                 | 5                  | SI          | 1           | 0           | 46     | 15     |
| 2015-2016               | Juventus                | A                       | 34         | 7          | CI              | 5               | 3               | UCL                | 8                  | 2                  | SI          | 0           | 0           | 47     | 12     |
| 2016-2017               | Real Madrid             | PD                      | 26         | 15         | CR              | 5               | 2               | UCL                | 9                  | 3                  | SU+Cmc      | 1+2         | 0           | 43     | 20     |
| Totale Real Madrid      | Totale Real Madrid      | Totale Real Madrid      | 63         | 25         |                 | 14              | 2               |                    | 15                 | 4                  |             | 3           | 0           | 95     | 31     |
| 2017-2018               | Chelsea                 | PL                      | 31         | 11         | FACup+CdL       | 6+3             | 2+1             | UCL                | 7                  | 1                  | CS          | 1           | 0           | 48     | 15     |
| 2018-gen. 2019          | Chelsea                 | PL                      | 16         | 5          | FACup+CdL       | 1+2             | 2+0             | UEL                | 4                  | 2                  | CS          | 1           | 0           | 24     | 9      |
| Totale Chelsea          | Totale Chelsea          | Totale Chelsea          | 47         | 16         |                 | 12              | 5               |                    | 11                 | 3                  |             | 2           | 0           | 72     | 24     |
| gen.-giu. 2019          | Atlético Madrid         | PD                      | 15         | 6          | CR              | -               | -               | UCL                | 2                  | 0                  | SU          | -           | -           | 17     | 6      |
| 2019-2020               | Atlético Madrid         | PD                      | 34         | 12         | CR              | 0               | 0               | UCL                | 8                  | 3                  | SS          | 2           | 1           | 44     | 16     |
| 2020-2021               | Juventus                | A                       | 32         | 11         | CI              | 3               | 2               | UCL                | 8                  | 6                  | SI          | 1           | 1           | 44     | 20     |
| 2021-2022               | Juventus                | A                       | 35         | 9          | CI              | 5               | 1               | UCL                | 7                  | 2                  | SI          | 1           | 0           | 48     | 12     |
| Totale Juventus         | Totale Juventus         | Totale Juventus         | 130        | 35         |                 | 17              | 8               |                    | 35                 | 15                 |             | 3           | 1           | 185    | 59     |
| 2022-2023               | Atlético Madrid         | PD                      | 36         | 13         | CR              | 4               | 2               | UCL                | 6                  | 0                  | -           | -           | -           | 46     | 15     |
| 2023-2024               | Atlético Madrid         | PD                      | 32         | 15         | CR              | 5               | 1               | UCL                | 10                 | 5                  | SS          | 1           | 0           | 48     | 21     |
| Totale Atletico Madrid  | Totale Atletico Madrid  | Totale Atletico Madrid  | 117        | 46         |                 | 9               | 3               |                    | 26                 | 8                  |             | 3           | 1           | 155    | 58     |
| 2024-feb. 2025          | Milan                   | A                       | 16         | 5          | CI              | 0               | 0               | UCL                | 7                  | 1                  | SI          | 2           | 0           | 25     | 6      |
| feb.-giu. 2025          | Galatasaray             | SL                      | 12         | 6          | TK              | 3               | 1               | UEL                | 1                  | 0                  | TSK         | -           | -           | 16     | 7      |
| 2025-2026               | Como                    | A                       | 0          | 0          | CI              | 1               | 0               | -                  | -                  | -                  | -           | -           | -           | 1      | 0      |
| Totale carriera         | Totale carriera         | Totale carriera         | 468        | 178        |                 | 56              | 19              |                    | 95                 | 31                 |             | 13          | 2           | 632    | 230    |

### Cronologia presenze e reti in nazionale
| Cronologia completa delle presenze e delle reti in nazionale ― Spagna | Cronologia completa delle presenze e delle reti in nazionale ― Spagna | Cronologia completa delle presenze e delle reti in nazionale ― Spagna | Cronologia completa delle presenze e delle reti in nazionale ― Spagna | Cronologia completa delle presenze e delle reti in nazionale ― Spagna | Cronologia completa delle presenze e delle reti in nazionale ― Spagna | Cronologia completa delle presenze e delle reti in nazionale ― Spagna | Cronologia completa delle presenze e delle reti in nazionale ― Spagna |
| Data                                                                  | Città                                                                 | In casa                                                               | Risultato                                                             | Ospiti                                                                | Competizione                                                          | Reti                                                                  | Note                                                                  |
| --------------------------------------------------------------------- | --------------------------------------------------------------------- | --------------------------------------------------------------------- | --------------------------------------------------------------------- | --------------------------------------------------------------------- | --------------------------------------------------------------------- | --------------------------------------------------------------------- | --------------------------------------------------------------------- |
| 15-11-2014                                                            | Huelva                                                                | Spagna                                                                | 3 – 0                                                                 | Bielorussia                                                           | Qual. Euro 2016                                                       | -                                                                     | 80’                                                                   |
| 18-11-2014                                                            | Vigo                                                                  | Spagna                                                                | 0 – 1                                                                 | Germania                                                              | Amichevole                                                            | -                                                                     |                                                                       |
| 27-3-2015                                                             | Siviglia                                                              | Spagna                                                                | 1 – 0                                                                 | Ucraina                                                               | Qual. Euro 2016                                                       | 1                                                                     | 65’                                                                   |
| 31-3-2015                                                             | Amsterdam                                                             | Paesi Bassi                                                           | 2 – 0                                                                 | Spagna                                                                | Amichevole                                                            | -                                                                     | 62’                                                                   |
| 14-6-2015                                                             | Barysaŭ                                                               | Bielorussia                                                           | 0 – 1                                                                 | Spagna                                                                | Qual. Euro 2016                                                       | -                                                                     | 54’                                                                   |
| 9-10-2015                                                             | Logroño                                                               | Spagna                                                                | 4 – 0                                                                 | Lussemburgo                                                           | Qual. Euro 2016                                                       | -                                                                     | 33’                                                                   |
| 24-3-2016                                                             | Udine                                                                 | Italia                                                                | 1 – 1                                                                 | Spagna                                                                | Amichevole                                                            | -                                                                     | 85’                                                                   |
| 27-3-2016                                                             | Cluj-Napoca                                                           | Romania                                                               | 0 – 0                                                                 | Spagna                                                                | Amichevole                                                            | -                                                                     | 79’                                                                   |
| 1-6-2016                                                              | Wals-Siezenheim                                                       | Spagna                                                                | 6 – 1                                                                 | Corea del Sud                                                         | Amichevole                                                            | 2                                                                     |                                                                       |
| 13-6-2016                                                             | Tolosa                                                                | Spagna                                                                | 1 – 0                                                                 | Rep. Ceca                                                             | Euro 2016 - 1º turno                                                  | -                                                                     | 62’                                                                   |
| 17-6-2016                                                             | Nizza                                                                 | Spagna                                                                | 3 – 0                                                                 | Turchia                                                               | Euro 2016 - 1º turno                                                  | 2                                                                     |                                                                       |
| 21-6-2016                                                             | Bordeaux                                                              | Croazia                                                               | 2 – 1                                                                 | Spagna                                                                | Euro 2016 - 1º turno                                                  | 1                                                                     | 67’                                                                   |
| 27-6-2016                                                             | Saint-Denis                                                           | Italia                                                                | 2 – 0                                                                 | Spagna                                                                | Euro 2016 - Ottavi di finale                                          | -                                                                     | 70’                                                                   |
| 1-9-2016                                                              | Bruxelles                                                             | Belgio                                                                | 0 – 2                                                                 | Spagna                                                                | Amichevole                                                            | -                                                                     | 27’                                                                   |
| 5-9-2016                                                              | León                                                                  | Spagna                                                                | 8 – 0                                                                 | Liechtenstein                                                         | Qual. Mondiali 2018                                                   | 2                                                                     | 69’                                                                   |
| 6-10-2016                                                             | Torino                                                                | Italia                                                                | 1 – 1                                                                 | Spagna                                                                | Qual. Mondiali 2018                                                   | -                                                                     | 67’                                                                   |
| 12-11-2016                                                            | Granada                                                               | Spagna                                                                | 4 – 0                                                                 | Macedonia                                                             | Qual. Mondiali 2018                                                   | -                                                                     | 60’                                                                   |
| 15-11-2016                                                            | Londra                                                                | Inghilterra                                                           | 2 – 2                                                                 | Spagna                                                                | Amichevole                                                            | -                                                                     | 64’                                                                   |
| 28-3-2017                                                             | Parigi                                                                | Francia                                                               | 0 – 2                                                                 | Spagna                                                                | Amichevole                                                            | -                                                                     | 84’                                                                   |
| 7-6-2017                                                              | Murcia                                                                | Spagna                                                                | 2 – 2                                                                 | Colombia                                                              | Amichevole                                                            | 1                                                                     | 56’                                                                   |
| 2-9-2017                                                              | Madrid                                                                | Spagna                                                                | 3 – 0                                                                 | Italia                                                                | Qual. Mondiali 2018                                                   | 1                                                                     | 72’                                                                   |
| 5-9-2017                                                              | Vaduz                                                                 | Liechtenstein                                                         | 0 – 8                                                                 | Spagna                                                                | Qual. Mondiali 2018                                                   | 2                                                                     |                                                                       |
| 11-11-2017                                                            | Malaga                                                                | Spagna                                                                | 5 – 0                                                                 | Costa Rica                                                            | Amichevole                                                            | 1                                                                     | 46’                                                                   |
| 11-10-2018                                                            | Cardiff                                                               | Galles                                                                | 1 – 4                                                                 | Spagna                                                                | Amichevole                                                            | -                                                                     |                                                                       |
| 15-10-2018                                                            | Siviglia                                                              | Spagna                                                                | 2 – 3                                                                 | Inghilterra                                                           | UEFA Nations League 2018-2019 - 1º turno                              | -                                                                     | 72’ 90+8’                                                             |
| 15-11-2018                                                            | Zagabria                                                              | Croazia                                                               | 3 – 2                                                                 | Spagna                                                                | UEFA Nations League 2018-2019 - 1º turno                              | -                                                                     | 64’                                                                   |
| 18-11-2018                                                            | Las Palmas                                                            | Spagna                                                                | 1 – 0                                                                 | Bosnia ed Erzegovina                                                  | Amichevole                                                            | -                                                                     | 56’ 64’                                                               |
| 23-3-2019                                                             | Valencia                                                              | Spagna                                                                | 2 – 1                                                                 | Norvegia                                                              | Qual. Euro 2020                                                       | -                                                                     | 89’                                                                   |
| 26-3-2019                                                             | Ta' Qali                                                              | Malta                                                                 | 0 – 2                                                                 | Spagna                                                                | Qual. Euro 2020                                                       | 2                                                                     | 79’                                                                   |
| 7-6-2019                                                              | Tórshavn                                                              | Fær Øer                                                               | 1 – 4                                                                 | Spagna                                                                | Qual. Euro 2020                                                       | -                                                                     |                                                                       |
| 10-6-2019                                                             | Madrid                                                                | Spagna                                                                | 3 – 0                                                                 | Svezia                                                                | Qual. Euro 2020                                                       | 1                                                                     | 64’                                                                   |
| 15-11-2019                                                            | Cadice                                                                | Spagna                                                                | 7 – 0                                                                 | Malta                                                                 | Qual. Euro 2020                                                       | 1                                                                     | 66’                                                                   |
| 18-11-2019                                                            | Madrid                                                                | Spagna                                                                | 5 – 0                                                                 | Romania                                                               | Qual. Euro 2020                                                       | -                                                                     |                                                                       |
| 11-11-2020                                                            | Amsterdam                                                             | Paesi Bassi                                                           | 1 – 1                                                                 | Spagna                                                                | Amichevole                                                            | -                                                                     | 62’                                                                   |
| 14-11-2020                                                            | Basilea                                                               | Svizzera                                                              | 1 – 1                                                                 | Spagna                                                                | UEFA Nations League 2020-2021 - 1º turno                              | -                                                                     | 56’                                                                   |
| 17-11-2020                                                            | Siviglia                                                              | Spagna                                                                | 6 – 0                                                                 | Germania                                                              | UEFA Nations League 2020-2021 - 1º turno                              | 1                                                                     | 73’                                                                   |
| 25-3-2021                                                             | Granada                                                               | Spagna                                                                | 1 – 1                                                                 | Grecia                                                                | Qual. Mondiali 2022                                                   | 1                                                                     |                                                                       |
| 28-3-2021                                                             | Tbilisi                                                               | Georgia                                                               | 1 – 2                                                                 | Spagna                                                                | Qual. Mondiali 2022                                                   | -                                                                     |                                                                       |
| 31-3-2021                                                             | Siviglia                                                              | Spagna                                                                | 3 – 1                                                                 | Kosovo                                                                | Qual. Mondiali 2022                                                   | -                                                                     | 68’                                                                   |
| 4-6-2021                                                              | Madrid                                                                | Spagna                                                                | 0 – 0                                                                 | Portogallo                                                            | Amichevole                                                            | -                                                                     |                                                                       |
| 14-6-2021                                                             | Siviglia                                                              | Spagna                                                                | 0 – 0                                                                 | Svezia                                                                | Euro 2020 - 1º turno                                                  | -                                                                     | 66’                                                                   |
| 19-6-2021                                                             | Siviglia                                                              | Spagna                                                                | 1 – 1                                                                 | Polonia                                                               | Euro 2020 - 1º turno                                                  | 1                                                                     | 87’                                                                   |
| 23-6-2021                                                             | Siviglia                                                              | Slovacchia                                                            | 0 – 5                                                                 | Spagna                                                                | Euro 2020 - 1º turno                                                  | -                                                                     | 66’                                                                   |
| 28-6-2021                                                             | Copenaghen                                                            | Croazia                                                               | 3 – 5 dts                                                             | Spagna                                                                | Euro 2020 - Ottavi di finale                                          | 1                                                                     |                                                                       |
| 2-7-2021                                                              | San Pietroburgo                                                       | Svizzera                                                              | 1 – 1 dts (1 – 3 dtr)                                                 | Spagna                                                                | Euro 2020 - Quarti di finale                                          | -                                                                     | 54’                                                                   |
| 6-7-2021                                                              | Londra                                                                | Italia                                                                | 1 – 1 dts (4 – 2 dtr)                                                 | Spagna                                                                | Euro 2020 - Semifinale                                                | 1                                                                     | 61’                                                                   |
| 2-9-2021                                                              | Solna                                                                 | Svezia                                                                | 2 – 1                                                                 | Spagna                                                                | Qual. Mondiali 2022                                                   | -                                                                     | 75’                                                                   |
| 8-9-2021                                                              | Pristina                                                              | Kosovo                                                                | 0 – 2                                                                 | Spagna                                                                | Qual. Mondiali 2022                                                   | -                                                                     | 72’                                                                   |
| 11-11-2021                                                            | Atene                                                                 | Grecia                                                                | 0 – 1                                                                 | Spagna                                                                | Qual. Mondiali 2022                                                   | -                                                                     | 65’                                                                   |
| 14-11-2021                                                            | Siviglia                                                              | Spagna                                                                | 1 – 0                                                                 | Svezia                                                                | Qual. Mondiali 2022                                                   | 1                                                                     | 59’                                                                   |
| 26-3-2022                                                             | Cornellà de Llobregat                                                 | Spagna                                                                | 2 – 1                                                                 | Albania                                                               | Amichevole                                                            | -                                                                     | cap. 72’                                                              |
| 29-3-2022                                                             | La Coruña                                                             | Spagna                                                                | 5 – 0                                                                 | Islanda                                                               | Amichevole                                                            | 2                                                                     | cap. 58’                                                              |
| 2-6-2022                                                              | Siviglia                                                              | Spagna                                                                | 1 – 1                                                                 | Portogallo                                                            | UEFA Nations League 2022-2023 - 1º turno                              | 1                                                                     | 70’                                                                   |
| 5-6-2022                                                              | Praga                                                                 | Rep. Ceca                                                             | 2 – 2                                                                 | Spagna                                                                | UEFA Nations League 2022-2023 - 1º turno                              | -                                                                     | 61’                                                                   |
| 9-6-2022                                                              | Lancy                                                                 | Svizzera                                                              | 0 – 1                                                                 | Spagna                                                                | UEFA Nations League 2022-2023 - 1º turno                              | -                                                                     | 73’                                                                   |
| 12-6-2022                                                             | Malaga                                                                | Spagna                                                                | 2 – 0                                                                 | Rep. Ceca                                                             | UEFA Nations League 2022-2023 - 1º turno                              | -                                                                     | 56’                                                                   |
| 27-9-2022                                                             | Braga                                                                 | Portogallo                                                            | 0 – 1                                                                 | Spagna                                                                | UEFA Nations League 2022-2023 - 1º turno                              | 1                                                                     |                                                                       |
| 23-11-2022                                                            | Doha                                                                  | Spagna                                                                | 7 – 0                                                                 | Costa Rica                                                            | Mondiali 2022 - 1º turno                                              | 1                                                                     | 57’                                                                   |
| 27-11-2022                                                            | Al Khor                                                               | Spagna                                                                | 1 – 1                                                                 | Germania                                                              | Mondiali 2022 - 1º turno                                              | 1                                                                     | 54’                                                                   |
| 1-12-2022                                                             | Al Rayyan                                                             | Giappone                                                              | 2 – 1                                                                 | Spagna                                                                | Mondiali 2022 - 1º turno                                              | 1                                                                     | 57’                                                                   |
| 6-12-2022                                                             | Al Rayyan                                                             | Marocco                                                               | 0 – 0 dts (3 – 0 dtr)                                                 | Spagna                                                                | Mondiali 2022 - Ottavi di finale                                      | -                                                                     | 63’                                                                   |
| 25-3-2023                                                             | Malaga                                                                | Spagna                                                                | 3 – 0                                                                 | Norvegia                                                              | Qual. Euro 2024                                                       | -                                                                     | cap. 81’                                                              |
| 15-6-2023                                                             | Enschede                                                              | Spagna                                                                | 2 – 1                                                                 | Italia                                                                | UEFA Nations League 2022-2023 - Semifinale                            | -                                                                     | 83’ 84’                                                               |
| 18-6-2023                                                             | Rotterdam                                                             | Croazia                                                               | 0 – 0 dts (4 – 5 dtr)                                                 | Spagna                                                                | UEFA Nations League 2022-2023 - Finale                                | -                                                                     | 66’                                                                   |
| 8-9-2023                                                              | Tbilisi                                                               | Georgia                                                               | 1 – 7                                                                 | Spagna                                                                | Qual. Euro 2024                                                       | 3                                                                     | cap. 72’                                                              |
| 12-9-2023                                                             | Granada                                                               | Spagna                                                                | 6 – 0                                                                 | Cipro                                                                 | Qual. Euro 2024                                                       | -                                                                     | cap. 46’                                                              |
| 12-10-2023                                                            | Siviglia                                                              | Spagna                                                                | 2 – 0                                                                 | Scozia                                                                | Qual. Euro 2024                                                       | 1                                                                     | cap. 85’                                                              |
| 15-10-2023                                                            | Oslo                                                                  | Norvegia                                                              | 0 – 1                                                                 | Spagna                                                                | Qual. Euro 2024                                                       | -                                                                     | Cap. 61’ 89’                                                          |
| 19-11-2023                                                            | Valladolid                                                            | Spagna                                                                | 3 – 1                                                                 | Georgia                                                               | Qual. Euro 2024                                                       | -                                                                     | cap.                                                                  |
| 22-3-2024                                                             | Londra                                                                | Spagna                                                                | 0 – 1                                                                 | Colombia                                                              | Amichevole                                                            | -                                                                     | 61’                                                                   |
| 26-3-2024                                                             | Madrid                                                                | Spagna                                                                | 3 – 3                                                                 | Brasile                                                               | Amichevole                                                            | -                                                                     | 81’                                                                   |
| 5-6-2024                                                              | Badajoz                                                               | Spagna                                                                | 5 – 0                                                                 | Andorra                                                               | Amichevole                                                            | -                                                                     | cap. 46’                                                              |
| 8-6-2024                                                              | Palma di Maiorca                                                      | Spagna                                                                | 5 – 1                                                                 | Irlanda del Nord                                                      | Amichevole                                                            | 1                                                                     | cap. 52’                                                              |
| 15-6-2024                                                             | Berlino                                                               | Spagna                                                                | 3 – 0                                                                 | Croazia                                                               | Euro 2024 - 1º turno                                                  | 1                                                                     | cap. 67’                                                              |
| 20-6-2024                                                             | Francoforte sul Meno                                                  | Spagna                                                                | 1 – 0                                                                 | Italia                                                                | Euro 2024 - 1º turno                                                  | -                                                                     | cap. 78’                                                              |
| 24-6-2024                                                             | Düsseldorf                                                            | Albania                                                               | 0 – 1                                                                 | Spagna                                                                | Euro 2024 - 1º turno                                                  | -                                                                     | 71’                                                                   |
| 30-6-2024                                                             | Colonia                                                               | Spagna                                                                | 4 – 1                                                                 | Georgia                                                               | Euro 2024 - Ottavi di finale                                          | -                                                                     | cap. 44’ 66’                                                          |
| 5-7-2024                                                              | Stoccarda                                                             | Spagna                                                                | 2 – 1 dts                                                             | Germania                                                              | Euro 2024 - Quarti di finale                                          | -                                                                     | cap. 80’                                                              |
| 9-7-2024                                                              | Monaco di Baviera                                                     | Spagna                                                                | 2 – 1                                                                 | Francia                                                               | Euro 2024 - Semifinale                                                | -                                                                     | cap. 76’                                                              |
| 14-7-2024                                                             | Berlino                                                               | Spagna                                                                | 2 – 1                                                                 | Inghilterra                                                           | Euro 2024 - Finale                                                    | -                                                                     | cap. 68’                                                              |
| 12-10-2024                                                            | Murcia                                                                | Spagna                                                                | 1 – 0                                                                 | Danimarca                                                             | UEFA Nations League 2024-2025 - 1º turno                              | -                                                                     | cap. 78’                                                              |
| 15-10-2024                                                            | Cordova                                                               | Spagna                                                                | 3 – 0                                                                 | Serbia                                                                | UEFA Nations League 2024-2025 - 1º turno                              | 1                                                                     | cap. 78’                                                              |
| 15-11-2024                                                            | Copenaghen                                                            | Danimarca                                                             | 1 – 2                                                                 | Spagna                                                                | UEFA Nations League 2024-2025 - 1º turno                              | -                                                                     | 69’ 90’                                                               |
| 18-11-2024                                                            | Santa Cruz de Tenerife                                                | Spagna                                                                | 3 – 2                                                                 | Svizzera                                                              | UEFA Nations League 2024-2025 - 1º turno                              | -                                                                     | cap. 46’                                                              |
| 20-3-2025                                                             | Rotterdam                                                             | Paesi Bassi                                                           | 2 – 2                                                                 | Spagna                                                                | UEFA Nations League 2024-2025 - Quarti di finale                      | -                                                                     | cap. 66’                                                              |
| 8-6-2025                                                              | Monaco di Baviera                                                     | Portogallo                                                            | 2 – 2 dts (5 – 3 dtr)                                                 | Spagna                                                                | UEFA Nations League 2024-2025 - Finale                                | -                                                                     | 111’                                                                  |
| Totale                                                                |                                                                       | Presenze                                                              | 86                                                                    |                                                                       | Reti (4º posto)                                                       | 37                                                                    |                                                                       |

| Cronologia completa delle presenze e delle reti in nazionale ― Spagna under 21 | Cronologia completa delle presenze e delle reti in nazionale ― Spagna under 21 | Cronologia completa delle presenze e delle reti in nazionale ― Spagna under 21 | Cronologia completa delle presenze e delle reti in nazionale ― Spagna under 21 | Cronologia completa delle presenze e delle reti in nazionale ― Spagna under 21 | Cronologia completa delle presenze e delle reti in nazionale ― Spagna under 21 | Cronologia completa delle presenze e delle reti in nazionale ― Spagna under 21 | Cronologia completa delle presenze e delle reti in nazionale ― Spagna under 21 |
| Data                                                                           | Città                                                                          | In casa                                                                        | Risultato                                                                      | Ospiti                                                                         | Competizione                                                                   | Reti                                                                           | Note                                                                           |
| ------------------------------------------------------------------------------ | ------------------------------------------------------------------------------ | ------------------------------------------------------------------------------ | ------------------------------------------------------------------------------ | ------------------------------------------------------------------------------ | ------------------------------------------------------------------------------ | ------------------------------------------------------------------------------ | ------------------------------------------------------------------------------ |
| 6-6-2013                                                                       | Gerusalemme                                                                    | Spagna under 21                                                                | 1 – 0                                                                          | Russia under 21                                                                | Europeo Under-21 2013 - 1º turno                                               | 1                                                                              | 63’                                                                            |
| 9-6-2013                                                                       | Netanya                                                                        | Germania under 21                                                              | 0 – 1                                                                          | Spagna under 21                                                                | Europeo Under-21 2013 - 1º turno                                               | 1                                                                              | 72’                                                                            |
| 12-6-2013                                                                      | Petah Tiqwa                                                                    | Spagna under 21                                                                | 3 – 0                                                                          | Paesi Bassi under 21                                                           | Europeo Under-21 2013 - 1º turno                                               | 1                                                                              | 90+2’                                                                          |
| 15-6-2013                                                                      | Netanya                                                                        | Spagna under 21                                                                | 3 – 0                                                                          | Norvegia under 21                                                              | Europeo Under-21 2013 - Semifinale                                             | 1                                                                              | 58’                                                                            |
| 18-6-2013                                                                      | Gerusalemme                                                                    | Italia under 21                                                                | 2 – 4                                                                          | Spagna under 21                                                                | Europeo Under-21 2013 - Finale                                                 | -                                                                              | 80’                                                                            |
| 5-9-2013                                                                       | Graz                                                                           | Austria under 21                                                               | 2 – 6                                                                          | Spagna under 21                                                                | Qual. Europeo Under-21 2015                                                    | 4                                                                              |                                                                                |
| 9-9-2013                                                                       | Logroño                                                                        | Spagna under 21                                                                | 4 – 0                                                                          | Albania under 21                                                               | Qual. Europeo Under-21 2015                                                    | 1                                                                              | 69’                                                                            |
| 10-10-2013                                                                     | Murcia                                                                         | Spagna under 21                                                                | 3 – 2                                                                          | Bosnia ed Erzegovina under 21                                                  | Qual. Europeo Under-21 2015                                                    | 1                                                                              | 83’                                                                            |
| 14-10-2013                                                                     | Cartagena                                                                      | Spagna under 21                                                                | 1 – 0                                                                          | Ungheria under 21                                                              | Qual. Europeo Under-21 2015                                                    | 1                                                                              | 89’                                                                            |
| 14-11-2013                                                                     | Zenica                                                                         | Bosnia ed Erzegovina under 21                                                  | 1 – 6                                                                          | Spagna under 21                                                                | Qual. Europeo Under-21 2015                                                    | 1                                                                              | 69’                                                                            |
| 18-11-2013                                                                     | Elbasan                                                                        | Albania under 21                                                               | 0 – 2                                                                          | Spagna under 21                                                                | Qual. Europeo Under-21 2015                                                    | -                                                                              |                                                                                |
| 4-3-2014                                                                       | Palencia                                                                       | Spagna under 21                                                                | 2 – 0                                                                          | Germania under 21                                                              | Amichevole                                                                     | 1                                                                              |                                                                                |
| 10-10-2014                                                                     | Jagodina                                                                       | Serbia under 21                                                                | 0 – 0                                                                          | Spagna under 21                                                                | Qual. Europeo Under-21 2015                                                    | -                                                                              | 90+6’                                                                          |
| Totale                                                                         |                                                                                | Presenze                                                                       | 13                                                                             |                                                                                | Reti (3º posto)                                                                | 13                                                                             |                                                                                |

## Palmarès

### Club

#### Competizioni nazionali
- Segunda División B: 1

Real M. Castilla: 2011-2012
- Campionato spagnolo: 2

Real Madrid: 2011-2012, 2016-2017
- Coppa di Spagna: 2

Real Madrid: 2010-2011, 2013-2014
- Supercoppa di Spagna: 1

Real Madrid: 2012
- Campionato italiano: 2

Juventus: 2014-2015, 2015-2016
- Coppa Italia: 3

Juventus: 2014-2015, 2015-2016, 2020-2021
- Supercoppa italiana: 3

Juventus: 2015, 2020
Milan: 2024
- Coppa d'Inghilterra: 1

Chelsea: 2017-2018
- Coppa di Turchia: 1

Galatasaray: 2024-2025
- Campionato turco: 1

Galatasaray:  2024-2025

#### Competizioni internazionali
- UEFA Champions League: 2

Real Madrid: 2013-2014, 2016-2017
- Supercoppa UEFA: 1

Real Madrid: 2016
- Coppa del mondo per club: 1

Real Madrid: 2016

### Nazionale

#### Competizioni giovanili
- Campionato d'Europa Under-19: 1

Romania 2011
- Campionato d'Europa Under-21: 1

Israele 2013

#### Competizioni maggiori
- UEFA Nations League: 1

2022-2023
- Campionato d'Europa: 1

Germania 2024

### Individuale
- Scarpa d'oro dell’Europeo Under-19: 1

Romania 2011 (6 gol)
- Scarpa d'oro dell’Europeo Under-21: 1

Israele 2013 (4 gol)
- Selezione UEFA dell'Europeo Under-21: 1

Israele 2013
- Squadra della stagione della UEFA Champions League: 1

2014-2015